# 瓦城泰統集團
瓦城泰統股份有限公司（TTFB company limited，英文縮寫TTFB，簡稱瓦城泰統集團），是一家臺灣的連鎖餐飲事業集團企業，總部位於臺灣新北市中和區，由徐承義等人創立於1990年。該企業旗下有瓦城泰國料理等知名於臺灣地區的餐飲連鎖店品牌。

## 歷史
- 1990年，開設第一家「瓦城泰國料理」。
- 1995年，開設第一家「非常泰概念餐坊」。
- 2005年，成立「廚藝管理學院」。
- 2006年，開設第一家「1010湘」湖南料理。
- 2009年，第七屆遠見雜誌傑出服務評鑑瓦城為全國連鎖餐飲第一名。
- 2010年，第八屆遠見雜誌傑出服務評鑑瓦城為全國連鎖餐飲第一名。
- 2011年，集團登錄興櫃（OTC上（興）櫃股票：2729（上櫃、興櫃，若已上市或直接上櫃、上市者，興櫃資料無法查詢））。
- 2012年9月17日，掛牌上櫃、中華民國經濟部評選瓦城為商業服務業優良品牌。
- 2013年，集團第60家分店-瓦城靜安芮歐店，進駐上海靜安寺芮歐百貨。
- 2014年，旗下第4品牌「大心」全球首店，5月20日進駐台北統一時代百貨。
- 2014年，瓦城泰統集團第5品牌「十食湘BISTRO」，7月開設全球第一家分店於上海靜安寺芮歐百貨。
- 2015年6月25日，「瓦城」蘇州首店，進駐蘇州新光天地。
- 2016年，瓦城泰統集團旗下品牌餐廳店數破百家。
- 2017年，旗下第6品牌「時時香RICE BAR」全球首店，1月25日於新光三越台中中港店開幕。
- 2017年10月22日，「大心」品牌首度跨出海外，中國首店進駐上海靜安寺芮歐百貨。
- 2018年6月15日，「瓦城」品牌新型態概念店「瓦城EXPRESS」，插旗微風台北車站。
- 2018年6月26日，跨足代理國際餐飲品牌，引進日本第一人氣的鬆餅品牌「Eggs'n Things」，於台北微風松高開幕。
- 2018年9月，「大心」中國二號店，進駐上海新天地廣場。
- 2018年9月26日，「十食湘BISTRO」全球二號店，進駐上海徐匯區LuOne凱德晶萃廣場。
- 2018年10月1日，「十食湘BISTRO」全球三號店，進駐上海陸家嘴中心L+Mall。
- 2018年11月14日，「非常泰」品牌新型態概念店「非常泰新泰式餐酒館」，全球首店插旗上海徐匯區LuOne凱德晶萃廣場。
- 2018年11月15日，「時時香RICE BAR」全球二號店，於新竹遠東巨城購物中心開幕。
- 2019年1月10日，「時時香RICE BAR」台北首店，於台北微風南山開幕。
- 2019年1月24日，瓦城自主研發第7品牌「YABI KITCHEN」全球首店，於台北微風南山開幕。
- 2019年7月8日，瓦城揮軍快煮麵市場，7月底前搶先在全台10家「瓦城」泰菜餐廳指定門市販售「瓦城泰式酸辣乾拌麵」，7月8日起首賣，8月1日起於全台62家瓦城餐廳正式銷售。[1]

## 旗下品牌餐廳
- 瓦城泰國料理[2]
- 非常泰概念餐坊[3]
- 1010湘[4]
- 大心新泰式麵食[5]
- 時時香RICE BAR[6]
- 月月THAI BBQ
- YABI KITCHEN
- 十食湘BISTRO[7]

## 相關
- 瓦城泰統慈善基金會 TTFB Foundation

## 爭議
瓦城集團旗下的瓦城泰國料理，於2015年期間遭員工控訴未依法給付加班費、超時工作、假日出勤工資未加倍等違反勞基法項目，分別被高雄市政府勞工局與新北市政府勞工局開罰。

## 外部連結
- （繁體中文） 瓦城泰統集團 （页面存档备份，存于）
- 瓦城泰國料理 （页面存档备份，存于）
- 非常泰概念餐坊 （页面存档备份，存于）
- 1010湘 （页面存档备份，存于）
- 大心新泰式麵食 （页面存档备份，存于）
- 時時香RICE BAR （页面存档备份，存于）
- 月月THAI BBQ
- YABI KITCHEN
- 十食湘BISTRO